# Buffalo (álbum)
Buffalo es un álbum en directo del músico y compositor estadounidense Frank Zappa, lanzado en 2007 como doble CD. Es el segundo lanzamiento de la compañía discográfica  Vaulternative Records, dedicada a la edición en forma de álbum de conciertos íntegros de Zappa, siendo el primero de esta serie FZ:OZ. Este concierto fue grabado el 25 de octubre de 1980 en Buffalo (Nueva York) con la misma banda que aparece en el álbum Tinsel Town Rebellion y Shut Up 'n Play Yer Guitar, ambos de 1981.

## Lista de canciones

### Disco 1
1. "Chunga’s Revenge" – 8:34
2. "You Are What You Is" – 4:12
3. "Mudd Club" – 3:02
4. "The Meek Shall Inherit Nothing" – 3:21
5. "Cosmik Debris" – 3:50
6. "Keep It Greasy" – 2:58
7. "Tinsel Town Rebellion" – 4:19
8. "Buffalo Drowning Witch" – 2:44
9. "Honey, Don’t You Want a Man Like Me?" – 4:36
10. "Pick Me, I’m Clean" – 10:15
11. "Dead Girls Of London" – 3:02
12. "Shall We Take Ourselves Seriously?" – 1:36
13. "City of Tiny Lites" – 9:58

### Disco 2
1. "Easy Meat" – 9:26
2. "Ain’t Got No Heart" – 2:00
3. "The Torture Never Stops" – 23:36
4. "Broken Hearts Are for Assholes" – 3:39
5. "I’m So Cute" – 1:38
6. "Andy" – 8:14
7. "Joe’s Garage" – 2:12
8. "Dancing Fool" – 3:36
9. "The “Real World” Thematic Extrapolations" – 8:53
10. "Stick It Out" – 5:36
11. "I Don’t Wanna Get Drafted" – 2:48
12. "Bobby Brown" – 2:42
13. "Ms Pinky" – 3:48

## Músicos
- Frank Zappa: guitarra y voz
- Steve Vai: guitarra y coros
- Ray White: voz y guitarra rítmica
- Ike Willis: voz y guitarra rítmica
- Tommy Mars: teclados y voz
- Bob Harris: teclados, trompeta y voz
- Arthur Barrow: bajo y voz
- Vinnie Colaiuta: batería voz

## Personal de producción
- Frank Zappa: música y grabación
- Gail Zappa y Joe Travers: producción
- Frank Filipetti: mezcla
- John Polito: masterización
- George Douglas: ingeniero de grabación original
- Gail Zappa: concepción artística y textos
- Keith Lawler: diseños y dirección artística
- Kaushal Parekh: fotografía